# Liposthey
 Liposthey  (en occitano Lipostèir) es una población y comuna francesa, situada en la región de Aquitania, departamento de Landas, en el distrito de Mont-de-Marsan y cantón de Pissos.

## Demografía
| 173 | 163 | 206 | 251 | 302 | 323 |
| Para los censos de 1962 a 1999 la población legal corresponde a la población sin duplicidades (Fuente: INSEE [Consultar]) |     |     |     |     |     |